# Neolophonotus algidus
Neolophonotus algidus là một loài ruồi trong họ Asilidae. Neolophonotus algidus được Londt miêu tả năm 1988. Loài này phân bố ở vùng nhiệt đới châu Phi.